# Karl Heinrich Emanuel
Karl Heinrich Emanuel (* 20. Februar 1911 in Pirmasens; † 17. Oktober 1995 in Merzalben) war ein deutscher Maler, Bildhauer und Kunstpädagoge. Emanuel wurde vor allem bekannt durch seine Skulpturen und Plastiken für den öffentlichen Raum, etwa den Adler am Weintor zu Schweigen und seine sakralen Arbeiten wie das Otto-Portal am Speyerer Dom.

## Leben
Emanuels Familie stammte aus dem kleinen rheinland-pfälzischen Ort Merzalben. Dort wurden erstmals 1735 seine Vorfahren schriftlich erwähnt. Im Jahr 1911 wurde Karl Heinrich Emanuel als Sohn eines Schriftsetzers und Neffe des späteren Speyrer Bischofs Isidor Markus Emanuel in Pirmasens geboren. Dort absolvierte er sein Abitur am Humanistischen Gymnasium. Im Jahr 1930 besuchte er die Münchener Kunstakademie.
Durch Heirat und Hausbau immer an die Heimat seines Vaters gebunden, ließ sich Emanuel als Bildhauer und Maler 1933 in Merzalben nieder. Die heimische Natur inspirierte sein künstlerisches Schaffen. Bis zu seiner Pensionierung 1976 war Emanuel als Kunsterzieher am Immanuel-Kant-Gymnasium Pirmasens tätig, wo er auch sein Abitur abgelegt hatte.

## Werke

### Werke in der Heimat Merzalben

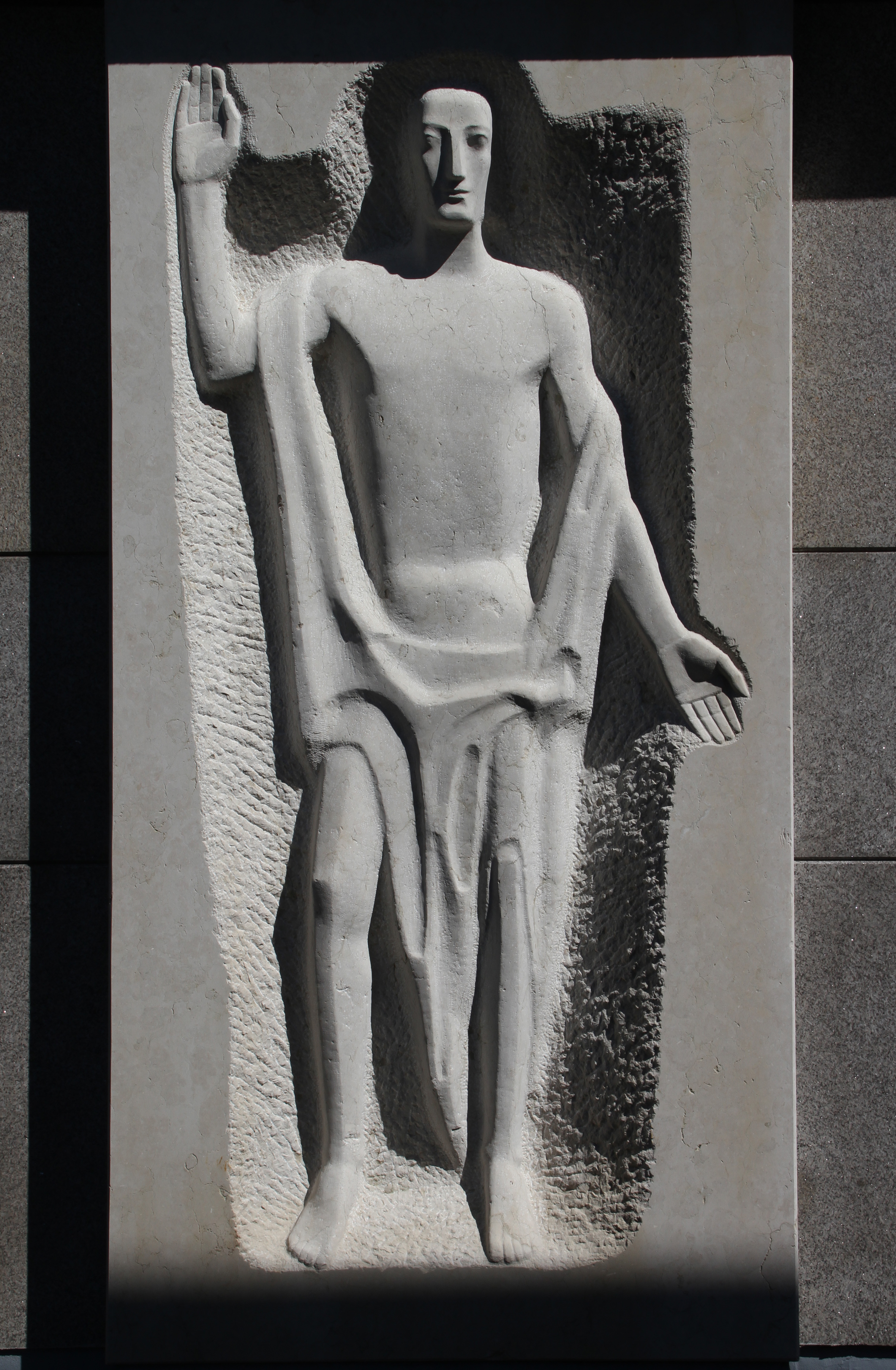
Reliefplatte mit Christus in Merzalben

Zur Einweihung der Heilig-Kreuz-Kirche in Merzalben schuf Emanuel die 3,30 m große, in Silber gefasste Christusfigur über dem Hauptaltar. Darüber hinaus stammt das aus rosafarbenem Muschelkalk gearbeitete Lamm Gottes am Altartisch, sowie die in Beton gegossene Madonna über dem Portal ebenfalls von Emanuel. 1976 schuf er zusätzlich die Wandbilder zum Kreuzweg an der Nordwand der Kirche. Weitere Werke des Künstlers sind im Treppenaufgang der Kirche zu finden, u. a. eine Sandsteinkopie eines barocken Kreuzes. Von 1969 stammt seine Figur des in eine Kalksteinplatte gemeißelten auferstehenden Christus, am Ehrenmal hinter der alten St.-Peter-und-Paul-Kirche in Merzalben. Oftmals hält Emanuel in seiner Kunst den Blick auf seine Heimat auf Leinwand fest.

### Weitere Werke
- Otto-Portal, Speyerer Dom[4]
- Brunnenanlage, Ludwigshafen